# Will Bynum
Pour les articles homonymes, voir Bynum.
Will Bynum, né le 4 janvier 1983 à Chicago dans l'Illinois aux États-Unis, est un joueur américain de basket-ball évoluant au poste de meneur.

## Biographie
Joueur réputé des playground de Chicago, évoluant face à des joueurs réputés de NBA comme Antoine Walker ou Tony Allen, il rejoint l'université d'Arizona. Mais ne figurant pas dans le cinq de départ, il entre en conflit avec son entraîneur. Il rejoint alors l'équipe des Yellow Jackets de Georgia Tech avec qui il atteint le Final Four du Championnat NCAA de basket-ball en 2004.
Après sa carrière universitaire, il est recruté par les Celtics de Boston mais il est coupé lors des camps d'avant saisons. Évoluant en NBA Development League (NBDL) - dont il est nommé recrue (ou rookie) de l'année - pour les Dazzle de Roanoke, il signe en mars 2006 pour les Warriors de Golden State.
Lors de la saison 2006-07, il rejoint le club israélien du Maccabi Tel-Aviv. Il évolue deux saisons dans ce club et dispute avec celui-ci la finale de l'Euroligue 2007-2008 remportée 91 à 77 par le CSKA Moscou. Lors de cette rencontre, il inscrit 23 points, capte 2 rebonds, délivre 4 passes et réussit une interception en 28 minutes 45. Il dispute 24 rencontres sur l'ensemble de compétition européenne, dont quatre en débutant dans le cinq majeur, et présente des moyennes de 10,6 points, 1,9 rebond, 3 passes, 1,2 interception. La saison du « club nation » - surnom du club israélien - est toutefois ternie par une défaite en finale du championnat d'Israël face à Hapoël Holon : c'est la première fois depuis 1993 que le Maccabi n'est pas champion.
La saison suivante, il réussit lors de la NBA Summer League à convaincre les Pistons de Détroit, franchise avec laquelle il signe pour deux ans. Lors de sa première saison avec les Pistons, il réussit un record de la franchise en inscrivant 26 points lors d'un quart temps. Au total, il inscrit 32 points et délivre 7 passes. Sa première saison sous le maillot des Pistons se solde par des statistiques de 7,2 points, 1,3 rebond et 2,8 passes en 14 minutes 1. Il dispute également ses premiers matchs de playoffs où les Pistons subissent un sweep, défaite quatre à zéro - face aux Cavaliers de Cleveland. Sur cette série, il dispute 19 minutes 5 par matchs et présente des statistiques de 11,8 points, 1,5 rebond et 2,5 passes.
Lors de la saison suivante, dont il débute 20 des 63 rencontres de saison régulière qu'il dispute, son temps de jeu progresse jusqu'à 26 minutes 5 tout comme ses statistiques : 10 points, 2,3 rebonds et 4,5 passes. Il réussit un nouvel exploit en devenant le premier joueur des Pistons, depuis Isiah Thomas 25 ans plus tôt, à réussir 20 passes lors d'une rencontre.
À l'issue de la saison, il signe un nouveau contrat de trois ans en faveur des Pistons. Pour sa troisième saison, son temps de jeu est de 18 minutes 4 et il inscrit 7,9 points, capte 1,2 rebond et délivre 3,2 passes. Les Pistons, avec un bilan de 30 victoires, 52 défaites terminent en onzième position de la conférence Est.
Le 17 octobre 2014, il est transféré aux Celtics de Boston contre Joel Anthony.
Le 26 mars 2015, il signe avec les Wizards de Washington jusqu'à la fin de saison.

## Clubs successifs

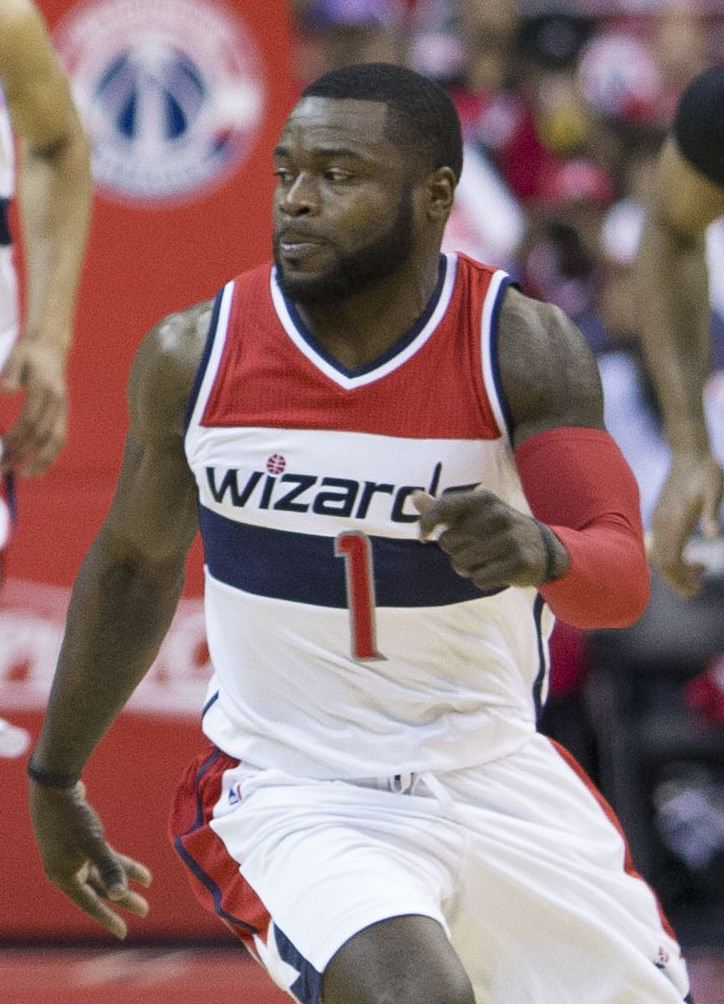
Will Bynum en mai 2015.

### Carrière universitaire
- 2001-2003 :  Wildcats de l'Arizona
- 2003-2005 :  Yellow Jackets de Georgia Tech

### Carrière professionnelle
- 2005-2006 :  Dazzle de Roanoke
- mars 2006 :  Warriors de Golden State
- 2006-2008 :  Maccabi Tel-Aviv
- 2008-2014 :  Pistons de Détroit
- 2014-2015 :  Guangdong Southern Tigers
- 2015 :  Wizards de Washington
- 2015-2016 :  Guangdong Southern Tigers
- 2016-2017 :  Bulls de Windy City
- 2018 :  Yeşilgiresun Belediye

## Palmarès

### En club
- Champion d'Israël en 2007.

### Distinction personnelle
- Sélectionné lors de la draft 2005 de NBDL par les Dazzle de Roanoke.

## Records sur une rencontre en NBA
Les records personnels de Will Bynum en NBA sont les suivants, :
| Type de statistique        | Saison régulière | Saison régulière        | Saison régulière | Playoffs | Playoffs                 | Playoffs      |
| Type de statistique        | Record           | Adversaire              | Date             | Record   | Adversaire               | Date          |
| -------------------------- | ---------------- | ----------------------- | ---------------- | -------- | ------------------------ | ------------- |
| Points                     | 32               | Bobcats de Charlotte    | 5 avril 2009     | 22       | Cavaliers de Cleveland   | 26 avril 2009 |
| Paniers marqués            | 13               | @ Hawks d'Atlanta       | 26 décembre 2012 | 8        | Cavaliers de Cleveland   | 26 avril 2009 |
| Paniers tentés             | 26               | @ Hawks d'Atlanta       | 26 décembre 2012 | 13       | @ Cavaliers de Cleveland | 21 avril 2009 |
| Paniers à 3 points réussis | 4                | @ Hawks d'Atlanta       | 26 décembre 2012 | 1        | 2 fois                   | 2 fois        |
| Paniers à 3 points tentés  | 6                | @ Hawks d'Atlanta       | 26 décembre 2012 | 2        | 3 fois                   | 3 fois        |
| Lancers francs réussis     | 14               | Bobcats de Charlotte    | 5 avril 2009     | 5        | Cavaliers de Cleveland   | 26 avril 2009 |
| Lancers francs tentés      | 16               | Bobcats de Charlotte    | 5 avril 2009     | 5        | 2 fois                   | 2 fois        |
| Rebonds offensifs          | 3                | 4 fois                  | 4 fois           | 2        | Hawks d'Atlanta          | 11 mai 2015   |
| Rebonds défensifs          | 7                | 2 fois                  | 2 fois           | 3        | @ Cavaliers de Cleveland | 21 avril 2009 |
| Rebonds totaux             | 8                | 3 fois                  | 3 fois           | 4        | @ Cavaliers de Cleveland | 21 avril 2009 |
| Passes décisives           | 20               | Wizards de Washington   | 12 mars 2010     | 5        | @ Cavaliers de Cleveland | 21 avril 2009 |
| Interceptions              | 4                | 3 fois                  | 3 fois           | 2        | 2 fois                   | 2 fois        |
| Contres                    | 2                | 4 fois                  | 4 fois           | 1        | Hawks d'Atlanta          | 11 mai 2015   |
| Balles perdues             | 7                | Lakers de Los Angeles   | 20 décembre 2009 | 4        | Hawks d'Atlanta          | 11 mai 2015   |
| Minutes jouées             | 48               | @ 76ers de Philadelphie | 25 février 2011  | 28       | Cavaliers de Cleveland   | 26 avril 2009 |

- Double-double : 6
- Triple-double : 0